# Lüttingen
Lüttingen ist ein Stadtteil und einer der sechs Stadtbezirke der nordrhein-westfälischen Stadt Xanten im Kreis Wesel. Zum Stadtbezirk Lüttingen gehört neben dem Stadtteil Lüttingen ebenfalls zum Teil der Stadtteil Beek.

## Geographie
Lüttingen liegt in der niederrheinischen Tiefebene westlich von Wesel am Rheinkilometer 827. Dabei ist Lüttingen im Osten durch den Rhein, im Süden durch die Ortschaft Beek, im Westen durch die Stadt Xanten und im Norden von der Xantener Südsee, einem Teil des Freizeitzentrums Xanten, begrenzt.

## Geschichte

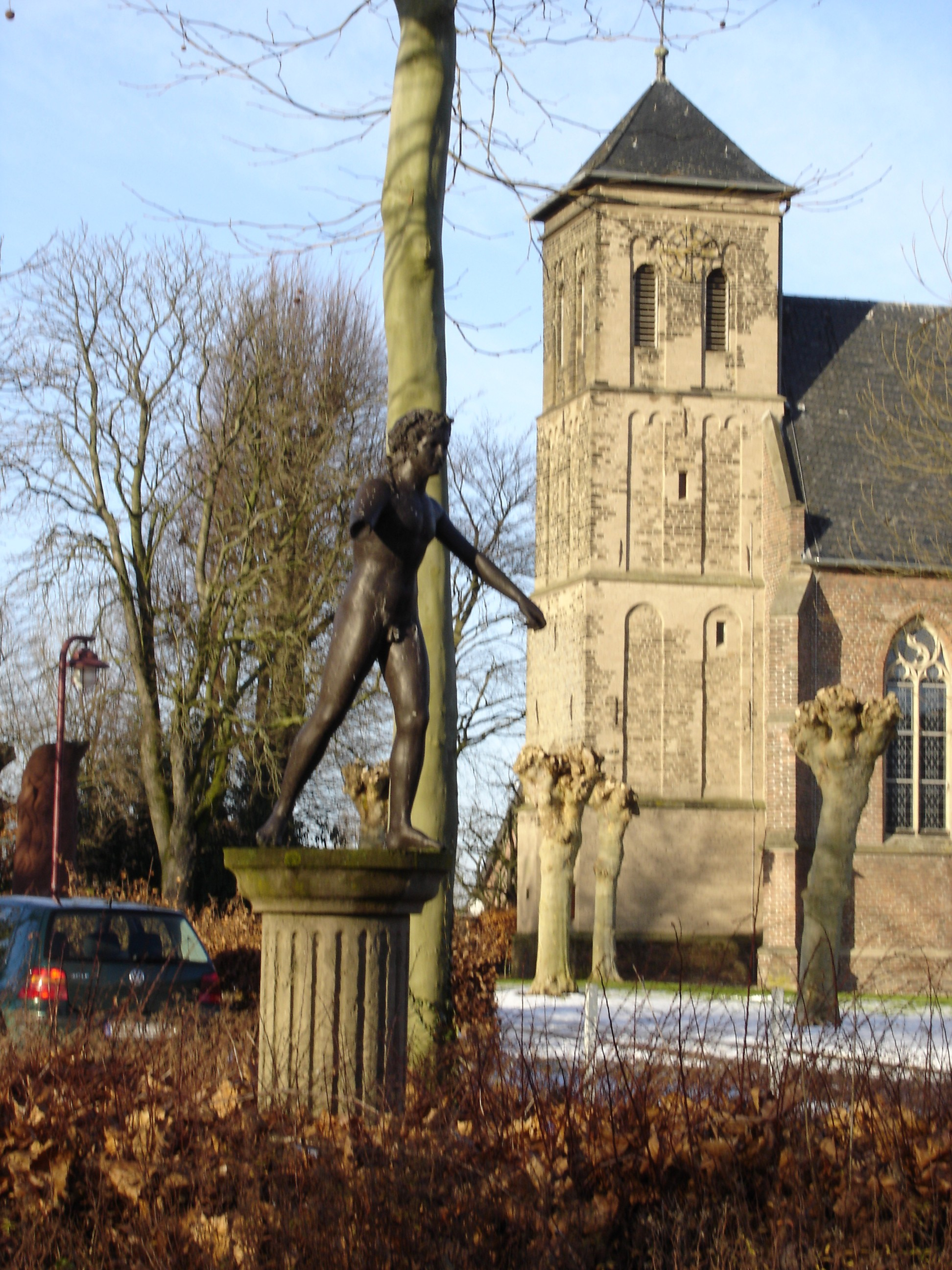
Der Lüttinger Knabe im Vordergrund der Kirche

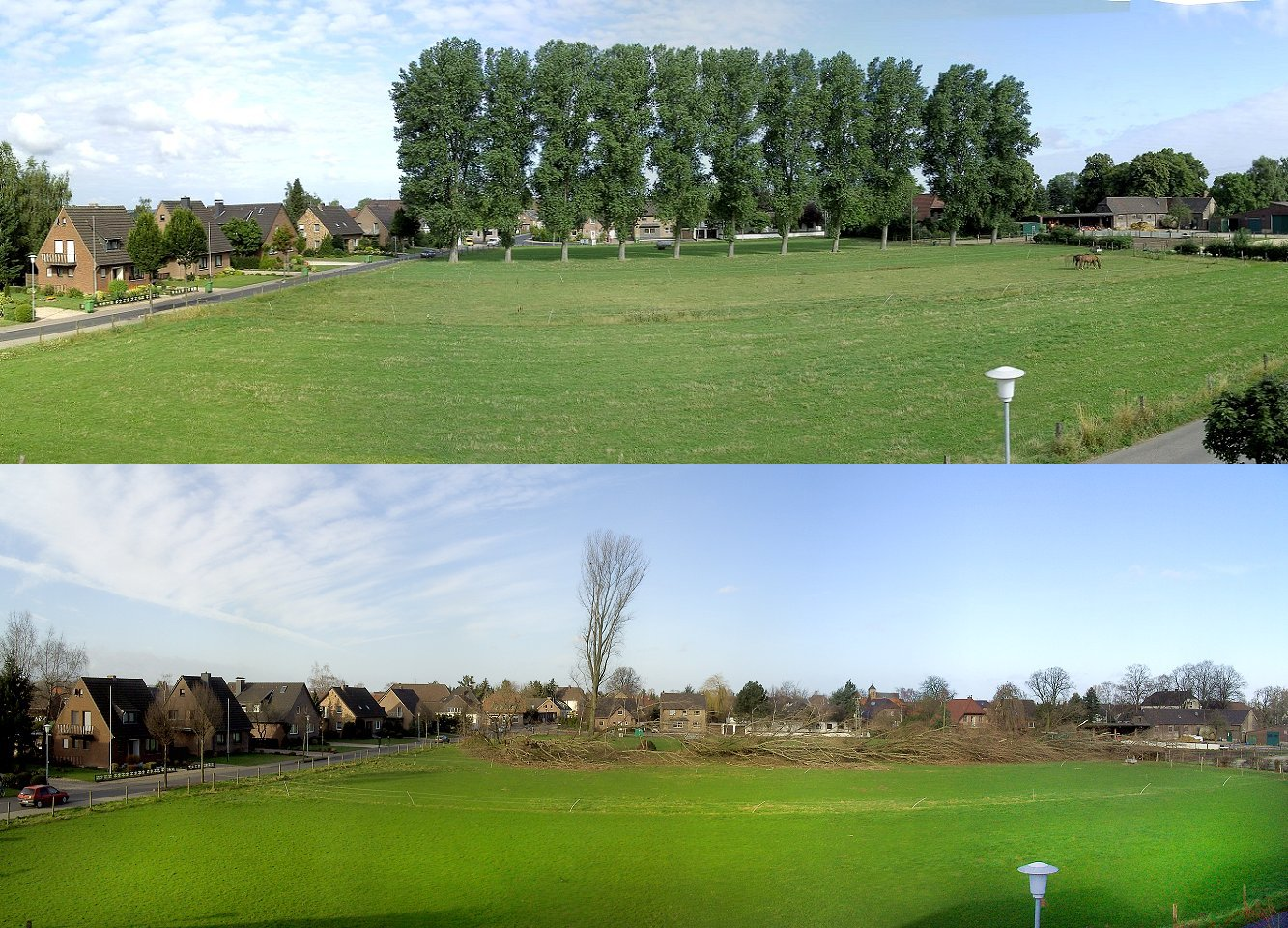
Lüttingen vor und nach dem Orkan Kyrill

Die Gründung Lüttingens geht auf eine Schenkung des Kölner Erzbischofs Brun im Jahre 965 zurück. Dieser vermachte der Benediktiner-Abtei St. Pantaleon in Köln einen „Lidron“ genannten Hof. Aus dieser Bezeichnung entstand später die Ortsbezeichnung Lüttingen. Die Mönche besiedelten das Gebiet und errichteten eine Kirche unter dem Patronat des heiligen Pantaleon. Neben der Landwirtschaft war der Fischfang über Jahrhunderte die Lebensgrundlage der Lüttingse Prekke, wie die Bewohner mundartlich ebenfalls genannt werden. Die erste urkundliche Erwähnung Lüttingens stammt aus dem Jahre 1236.

## Kirche St. Pantaleon
Die jetzige Lüttinger Kirche, deren Turm im Zweiten Weltkrieg zerstört und anschließend – jedoch mit eingekürztem Turmhelm – wiedererrichtet wurde, entstand um 1473, der Chorbau ist jedoch bereits älter und wurde auf den Fundamenten der Vorgängerbauten errichtet.

## Neuzeit
Im Jahre 1965 wurde die Tausendjahrfeier des Fischerdorfs Lüttingen gefeiert. 1999 wurde an der „Xantener Südsee“ nahe der Ortschaft die „Fischerhütte vom Pärdendyck“ durch den Heimat- und Bürgerverein rekonstruiert. Diese hatte Jahrhunderte zuvor am Ufer des Rheins gestanden und soll heute an die Ursprünge der Lüttinger Ortschaft erinnern.
Im Jahre 2000 betrug die Bevölkerung Lüttingens knapp 2.100 Einwohner. Die Stadtentwicklung der Stadt Xanten plant jedoch, die um die Ortschaft liegenden Flächen als Baugebiet auszuweisen und somit Lüttingen weiterhin zu vergrößern.
Dazu gehörte auch, den Schulstandort Lüttingen für junge Familien attraktiv zu halten und zeitgemäß weiterzuentwickeln. So wurde die Hagelkreuzschule in den Jahren 1994/1995 und 1999/2000 in zwei Bauabschnitten um zwei Züge erweitert. Innerhalb der letzten 15 Jahre wurde somit aus einer kleinen Dorfschule inzwischen ein modernes Haus des Lernens mit jetzt ca. 300 Kindern in 12 Klassen und 21 Mitarbeiterinnen und Mitarbeitern für Unterricht, Betreuung und Verwaltung.

## Sehenswürdigkeiten
- Abguss des sogenannten Lüttinger Knaben, einer römischen Bronzeskulptur, heute in Berlin

- die Kirche St. Pantaleon
- Lüttingen hat Anteil am Freizeitzentrum Xanten, kurz FZX, einem Naherholungszentrum und soll in naher Zukunft einen Sport- und Freizeithafen an der Xantener Südsee bekommen.
- Schloss Lüttingen, den ehemaligen Scholtenhof